# South Burlington
South Burlington – miasto (city) w hrabstwie Chittenden, w północno-zachodniej części stanu Vermont, w Stanach Zjednoczonych, położone na wschodnim brzegu jeziora Champlain, na południowym brzegu rzeki Winooski, w sąsiedztwie miasta Burlington. W 2013 roku miasto liczyło 18 612 mieszkańców.
South Burlington założone zostało w 1865 roku.
W mieście znajduje się port lotniczy Burlington International Airport.  
Swoją siedzibę ma tutaj Ben & Jerry's - największy producent lodów w USA. 